# Piero di Cosimo de' Medici
Piero di Cosimo de' Medici, podle své nemoci řečený il Gottoso, Dnavý (19. září 1416 – 2. prosince 1469) byl od 1. srpna 1464 do své smrti hlavou rodu Medicejů a faktickým vládcem Florencie. Podle rodové tradice byl významným mecenášem umění, pracovali pro něho například Botticelli, Luca della Robbia a Paolo Uccello.
Před nástupem do čela rodu byl Piero il Gottoso florentským vyslancem v Miláně, Benátkách a v Paříži. Roku 1461 byl zvolen gonfalonierem jako poslední Medicejský v této funkci. Francouzský král Ludvík XI. mu polepšil erb tím, že prostřední kouli dosavadního medicejského znaku směl Piero ozdobit liliemi rodu Valois.